# Rosendals slott

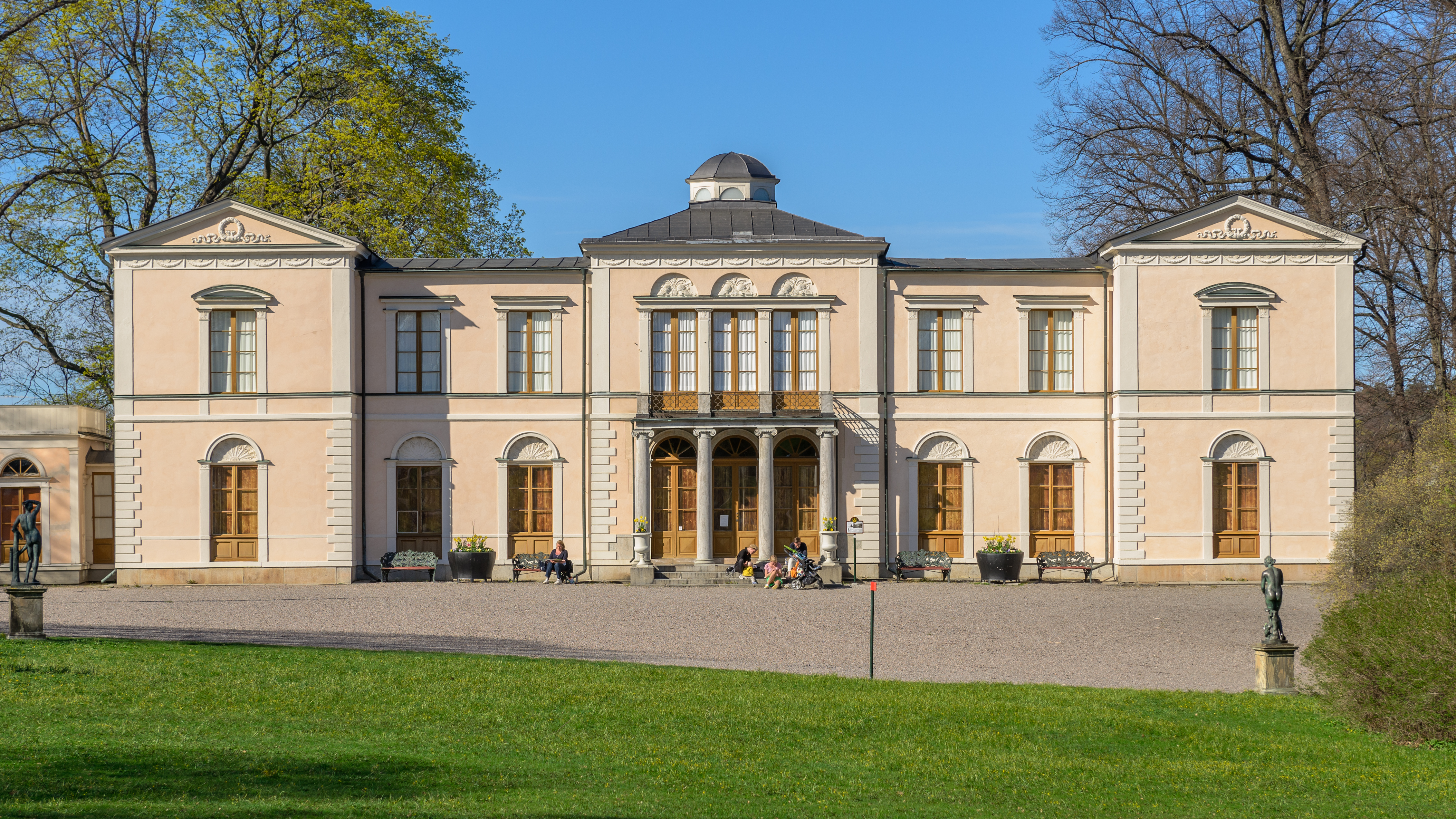
Rosendals slott w maju 2012

Rosendals slott – szwedzki pawilon królewski położony na wyspie Djurgården. Został wybudowany w latach 20. XIX wieku dla Karola XIV Jana, pierwszego króla Szwecji z dynastii Bernadotte. Pierwotnie miał być letnią rezydencją monarchy. Zaprojektował ją Fredrik Blom, jeden z najlepszych architektów tamtych czasów. Obecnie jest udostępniony dla turystów w miesiącach letnich.

## Literatura dodatkowa
- Christian Laine: Rosendals slott, De kungliga slotten. Byggförlaget / Kultur, 2003. ISBN 91-7988-239-0. Brak numerów stron w książce